# Корнис
Корнис (осет. Хъорнис, груз. ყორნისი — Корниси) — село в Закавказье, расположено в Знаурском районе Южной Осетии, фактически контролирующей село; согласно юрисдикции Грузии — в Карельском муниципалитете.
Расположено к западу от села Зар Цхинвальского района РЮО на Зарской дороге.

## Население
Населено осетинами. В 1987 году — 240 жителей.

## Известные жители и уроженцы
- Газзаев, Владимир Александрович (1895—1962) — юго-осетинский писатель и общественный деятель.
- Дзуццати, Хаджи-Мурат Аранбекович (1935—2000) — юго-осетинский поэт, литературовед и общественный деятель.

## Топографические карты
- Лист карты K-38-64 Цхинвали. Масштаб: 1 : 100 000. Состояние местности на 1987 год. Издание 1989 г.